# Article 74 de la Constitution de la Cinquième République française
Article 73 Article 74-1
L'article 74 de la Constitution de la Cinquième République française régit le statut des collectivités d'outre-mer.

## Texte de l'article
« Les collectivités d'outre-mer régies par le présent article ont un statut qui tient compte des intérêts propres de chacune d'elles au sein de la République.

Ce statut est défini par une loi organique, adoptée après avis de l'assemblée délibérante, qui fixe :
- les conditions dans lesquelles les lois et règlements y sont applicables ;

- les compétences de cette collectivité ; sous réserve de celles déjà exercées par elle, le transfert de compétences de l'État ne peut porter sur les matières énumérées au quatrième alinéa de l'article 73, précisées et complétées, le cas échéant, par la loi organique ;

- les règles d'organisation et de fonctionnement des institutions de la collectivité et le régime électoral de son assemblée délibérante ;

- les conditions dans lesquelles ses institutions sont consultées sur les projets et propositions de loi et les projets d'ordonnance ou de décret comportant des dispositions particulières à la collectivité, ainsi que sur la ratification ou l'approbation d'engagements internationaux conclus dans les matières relevant de sa compétence.

La loi organique peut également déterminer, pour celles de ces collectivités qui sont dotées de l'autonomie, les conditions dans lesquelles :
- le Conseil d'État exerce un contrôle juridictionnel spécifique sur certaines catégories d'actes de l'assemblée délibérante intervenant au titre des compétences qu'elle exerce dans le domaine de la loi ;

- l'assemblée délibérante peut modifier une loi promulguée postérieurement à l'entrée en vigueur du statut de la collectivité, lorsque le Conseil constitutionnel, saisi notamment par les autorités de la collectivité, a constaté que la loi était intervenue dans le domaine de compétence de cette collectivité ;

- des mesures justifiées par les nécessités locales peuvent être prises par la collectivité en faveur de sa population, en matière d'accès à l'emploi, de droit d'établissement pour l'exercice d'une activité professionnelle ou de protection du patrimoine foncier ;

- la collectivité peut participer, sous le contrôle de l'État, à l'exercice des compétences qu'il conserve, dans le respect des garanties accordées sur l'ensemble du territoire national pour l'exercice des libertés publiques.

Les autres modalités de l'organisation particulière des collectivités relevant du présent article sont définies et modifiées par la loi après consultation de leur assemblée délibérante. »
— Article 74 de la Constitution

## Collectivités régies par cet article
En application de l'article 72-3, les collectivités suivantes sont régies par l'article 74 de la Constitution :
- Saint-Barthélemy
- Saint-Martin
- Saint-Pierre-et-Miquelon
- les îles Wallis-et-Futuna
- la Polynésie française

La Nouvelle-Calédonie ne relève pas de cet article, mais des dispositions spéciales des articles 76 et 77. Mayotte est devenue un département d'outre-mer en 2011. Les Terres australes et antarctiques françaises et Clipperton ont un régime législatif et une organisation particulière déterminés par la loi en application du dernier alinéa de l'article 72-3.